# Mamede Mustafa Jarouche
Mamede Mustafa Jarouche (Osasco, 12 de fevereiro de 1963) é um tradutor e professor universitário brasileiro, considerado um dos maiores pesquisadores brasileiros de literatura árabe. É bacharel, doutor e livre-docente pela Universidade de São Paulo, onde leciona desde 1992, e pós-doutor pela Universidade do Cairo. Ficou conhecido pela sua tradução para o português d'As Mil e Uma Noites, por cujo primeiro volume recebeu o Prêmio APCA (Associação Paulista de Críticos de Arte), o Prêmio Paulo Rónai da Biblioteca Nacional e Prêmio Jabuti de Melhor Tradução em 2006. Ganhou este mesmo prêmio, em 2010, pela tradução de O Leão e o Chacal Mergulhador. Em 2017 tornou-se Professor Titular da Universidade de São Paulo, e, em 2022, foi escolhido membro da Academia Líbano-Brasileira de Letras, Artes e Ciências.

## Vida
Nascido em 1963 em Osasco, na região metropolitana de São Paulo, Jarouche é filho de imigrantes libaneses. Entretanto, só manifestou interesse em estudar a língua árabe em 1981, quando ganhou uma bolsa de estudos do governo da Arábia Saudita. Em Medina, apesar de perceber grande repressão, começou a nutrir gosto pelo estudo da cultura árabe. De volta ao Brasil, iniciou o curso de Letras da Faculdade de Filosofia, Letras e Ciências Humanas da Universidade de São Paulo, formando-se em árabe. Ao longo e após o curso, fez "incursões antropológicas" a países do mundo árabe, sendo tradutor da empresa brasileira de engenharia Mendes Júnior, no Iraque, em 1985 e 1986. No início dos anos 1990, viveu na Líbia, voltando ao Oriente Médio na década de 2000 para realizar seu pós-doutorado na Universidade do Cairo.
Tendo começado a lecionar na Universidade de São Paulo em 1992, apresentou, em 1999, o projeto de pesquisa que levaria à tradução d'As Mil e Uma Noites para o português. Ao invés de utilizar o texto canônico da vulgata, Jarouche optou por usar manuscritos originais como fonte, publicando a obra em cinco volumes, entre 2005 e 2021.

### Traduções
- Almuqaffa’, A.I. Livro de Kalila e Dimna. [Por: Mamede Mustafa Jarouche]. São Paulo: Martins Fontes, 2005. (كليلة ودمنة)
- Anônimo. Cento e uma noites. [Por: Mamede Mustafa Jarouche]. São Paulo: Martins Fontes, 2005. (مائة ليلة وليلة)
- Anônimo. Livro das mil e uma noites. (vol.1) [Por: Mamede Mustafa Jarouche]. São Paulo: Globo, 2005. (كتاب ألف ليلة و ليلة، المجلد الأول)
- Anônimo. Livro das mil e uma noites. (vol.2) [Por: Mamede Mustafa Jarouche]. São Paulo: Globo, 2005. (كتاب ألف ليلة و ليلة، المجلد الثاني)
- Anônimo. Livro das mil e uma noites. (vol.3) [Por: Mamede Mustafa Jarouche]. São Paulo: Globo, 2007. (كتاب ألف ليلة و ليلة، المجلد الثالث)
- Anônimo. Livro das mil e uma noites. (vol.4) [Por: Mamede Mustafa Jarouche]. São Paulo: Globo, 2012. (كتاب ألف ليلة و ليلة، المجلد الرابع)
- Anônimo. Livro das mil e uma noites (vol. 5) [Por: Mamede Mustafa Jarouche]. Rio de Janeiro, Globo, 2021. (كتاب ألف ليلة وليلة، المجلد الخامس)
- Anônimo. O Leão e o chacal Mergulhador. [Por: Mamede Mustafa Jarouche]. São Paulo: Globo, 2009. (الأسد والغواص)
- Khalid al-Maaly. Eu sou da terra de Guilgamesh. [Por: Mamede Mustafa Jarouche]. São Paulo, Paulistana, 2016. (أنا من ارض كلكامش)
- VVAA. Histórias para ler sem pressa. [Por: Mamede Mustafa Jarouche]. São Paulo: Globo, 2008.
- Sahl Bin Harun. Livro do tigre e do raposo. [Por: Mamede Mustafa Jarouche]. São Paulo/Madrid: Amaral Gurgel, 2010. (كتاب النمر والثعلب)
- VVAA. Fábulas árabes [Por: Mamede Mustafa Jarouche]. Rio de Janeiro, Globo, 2021.
- Koni, Ibrahim al-. O tumor. [Por: Mamede Mustafa Jarouche]. Rio de Janeiro, Tabla, 2022. (رواية الورم، للكاتب الليبي إبراهيم الكوني)

Publicações em árabe
- As Noites Árabes Falsificadas (org. e int.) (الليالي العربيية المزورة). Beirute/Bagdá: Al-Jamal, 2011.
- O Amante da Falecida e Outras Histórias Antigas (edição crítica, introdução e notas) (عاشق المرحومة وقصص أخرى من التراث). Beirute/Bagdá: Al-Jamal, 2014.
- Um Copo de Cólera (tradução do romance de Raduan Nassar) (كأس من الغضب). Beirute/Bagdá: Al-Jamal, 2016.
- Diyab, Hanna. De Alepo a Paris (edição crítica, introdução e notas, com Safa A.A.C. Jubran) (حنا دياب، من حلب الى باريس). Beirute/Bagdá, Al-Jamal, 2017.
- Manifesto antropofágico (tradução do manifesto de Oswald de Andrade) (البيان الآكل لحم البشر). Sharjah, Tamawuj, 2017.
- VVAA. Do Exílio à Pátria (tradução de contos brasileiros, com Safa A.A.C. Jubran) (من المهجر إلى الوطن). São Paulo/Abu Dhabi, Kalima/Mombak, 2019.
- Nusaybini, Ilya al-, Luqman. Livro que ajuda a afastar as aflições, seguido de Fábulas de Luqman (edição crítica, introdução e notas). (كتاب المعونة على دفع الهم، ويليه كتاب أمثال ومعانٍ للقمان الحكيم). Dubai/Bagdá/Colônia, Al-Jamal, 2022.

### Obra própria

#### Ensaio
- Jarouche, M.M. e Vargas, L.G. "KITĀB KALĪLA WA-DIMNA: UM CAPÍTULO AINDA NÃO EDITADO EM ÁRABE E INÉDITO EM PORTUGUÊS:'O CASAL DE PATOS E O MAÇARICO'". In: Cadernos de Tradução. Florianópolis, UFSC, 2022, v. 42, pp. 01-41. (Edição crítica em árabe e tradução ao português de um capítulo inédito do Livro de Kalila e Dimna, "O casal de patos e o maçarico", باب العلجومين والمرزم , que consta da tradução medieval espanhola com o título de "De las garças e del çarapico"). Link: http://periodicos.ufsc.br/index.php/traducao/article/view/87875/51141
- Jarouche, M.M. e Gemignani, B.N. "A primeira fala ao poder: a Epístola sobre os servidores do califa, de Ibn Almuqaffaᶜ". In: Exilium (UNIFESP), v. 3, pp. 15-61, 2021. Links: http://periodicos.unifesp.br/index.php/exilium/article/view/12878/9049 ;http://periodicos.unifesp.br/index.php/exilium/article/view/12879/9050
- Jarouche, M.M. e Criado, P.M. "Fábulas do Consolo dos Poderosos". In: Revista de Estudos Orientais (USP). v. 11, 2021, pp. 202-212. Link: http://www.revistas.usp.br/reo/article/view/192576
- Jarouche, M.M. “O prólogo-moldura das mil e uma noites no ramo egípcio antigo”. In: Tiraz – Revista de estudos árabes 1. São Paulo, 2004. p. 70-117
- Jarouche, M.M. “Noites para brilhar no escuro”. In: Maria Augusta Fonseca. (Org.). Olhares sobre o romance. São Paulo: Nankin, v. 01, 2005. p. 209-217,.
- Jarouche, M.M. “Notas sobre a tradução e regimes de narrativa no Livro das mil e uma noites”. In: Heloísa Vilhena de Araújo. (Org.). Diálogo América do Sul - Países Árabes. Brasília: FUNAG/IPRI, v. 01, 2005. p. 223-261.
- Jarouche, M.M. “Vicissitudes de um livro e seu autor”. In: Mamede Mustafa Jarouche. (Org.). Kalila e Dimna. São Paulo: Martins Fontes,  v. 01, 2005. p. XIII-XLVI.
- Jarouche, M.M. “Uma poética em ruínas”. In: Mamede Mustafa Jarouche. (Org.). Livro das mil e uma noites - volume I. São Paulo: Globo, v. I, 2005. p. 11-35.
- Jarouche, M.M. “Nota introdutória: ramos (e florestas) entre o Cairo e Damasco”. In: Mamede Mustafa Jarouche. (Org.). Livro das mil e uma noites - volume II. São Paulo: Globo, v. II, 2005. p. 07-14.
- Jarouche, M.M. "As Mil e uma noites - literatura árabe". In: Novaes, Tiago (org.). Tertúlia. O autor como leitor. São Paulo, SESC, 2013, p. 379-392.
- Jarouche, M.M. "Um fabulário constituído por suas traduções". In: Cesco, Andréa et al (org.). Tradução literária: veredas e desafios, São Paulo, Rafael Copetti, 2016, pp. 9-27.
- Jarouche, M.M. "Um fabulista árabe contemporâneo: Adib Abbasi". In: Cavalieri, Arlete, et al (org.). Linguagens do Oriente. Contemporaneidade. São Paulo, Paulistana, 2017, p. 105-118.
- Jarouche, M.M. "Breves considerações sobre os conceitos de 'ajíb e gharíb nas Mil e uma noites" . In: Sena, Andre de (org.). Literatura fantástica e orientalismo. Recife, Editora da UFPE, 2013, p. 09-14.
- Jarouche, M.M. "A crônica do Pseudo Ibn Qutayba, do século IX, sobre a invasão da Península Ibérica". In: Matos, Olgária, et al (org.). Diálogo das civilizações. São Paulo, Editora da Unifesp, 2017, p. 227-241.
- Jarouche, M.M. "Roteiro de um livro 'engolido'". In: Torres, Marie-Helene, et al (org.). Clássicos em tradução, rotas e percursos. Florianópolis, Copiart/PGET-UFSC, 2013, p. 19-35.
- Jarouche, M.M. "A conquista de Alandalus segundo o relato de 'Abdulmalik Ibn Habib". In: Topoi. Revista de História (UFRJ), v. 18, n. 35. Rio de Janeiro, 2017, p. 222-245.
- Jarouche, M.M. "O saber num texto árabe do século XI". In: Língua e Literatura (Revista dos Departamentos de Letras da USP), n. 25. São Paulo, Humanitas, 1999, p. 275-286.
- Jarouche, M.M. "Árabes, mouros e sírio-libaneses na literatura brasileira". In: Scherer, Ligia Maria, et al (org.). Brasil-Líbano, legado e futuro. Brasília, Fundação Alexandre de Gusmão, 2017, p. 163-173.
- Jarouche, M.M. “Prefácio”. In: Mamede Mustafa Jarouche. (Org.). Cento e uma noites. São Paulo: Hedra, 2002. p. 07-14.